# Susan Lawrence Davis
Œuvres principales
Authentic history, Ku Klux klan, 1865-1877
Susan Lawrence Davis, née en 1861 et morte en 1939, est une écrivaine américaine. Elle est l'auteure d'un livre de propagande du Ku Klux Klan l'Authentic history, Ku Klux klan, 1865-1877,, paru en 1924,.